# Parque Okayama
El Parque Okayama es un espacio urbano localizado en el distrito de San Francisco de Dos Ríos, del cantón de San José, Costa Rica en el conurbano de la ciudad homónima, capital de la República. La realización del proyecto estuvo a cargo de la arquitecta costarricense Mayela Fallas.

## Motivo
El Parque Okayama fue hecho para conmemorar los 30 años de hermandad entre las ciudades de San José y Okayama, en Japón. La ciudad japonesa contribuyó con el diseño del parque, basado en el parque de Okayama en Japón, y además regaló una estatua de Momotarô, que fue colocada en lo más alto del parque.
El nuevo parque se ubicó en el antiguo sitio de la plaza de fútbol de La Pacífica, y cabe resaltar que el mayor árbol que existía en dicha plaza, fue respetado en el nuevo diseño, por lo que aún hoy sigue adornando el paisaje urbano de la comunidad.

## Historia
El habilitamiento del parque se planeó para el embellecimiento y modernización de la periferia de San José. El proyecto fue aprobado en el gobierno local de la Municipalidad de San José que ejercía como alcalde Johnny Araya Monge (2002-2006) y apoyado por el gobierno central de la República en la administración Pacheco de la Espriella. El Alcalde de San José, se interesó en la idea sobre la construcción de un parque en San Francisco, que sería de gran importancia para los residentes del área. Antiguamente el terreno era un lote baldío de la municipalidad de San José, sucio y que servía de guarida para los indigentes. 
El municipio de Okayama le pide a la alcaldía municipal de San José que como regalo para celebrar los 30 años de hermandad, ellos iban donar la construcción de un monumento o espacio que fuera el símbolo de la hermandad entre ambas ciudades, entonces fue donde el consejo municipal de San José decidió que se construyera en el terreno que estaba desocupado en el sector de San Francisco de Dos Ríos.
El parque fue inaugurado el 1 de mayo de 2002 con la visita de la delegación de Okayama y la alcaldía municipal de San José.

## Diseño arquitectónico

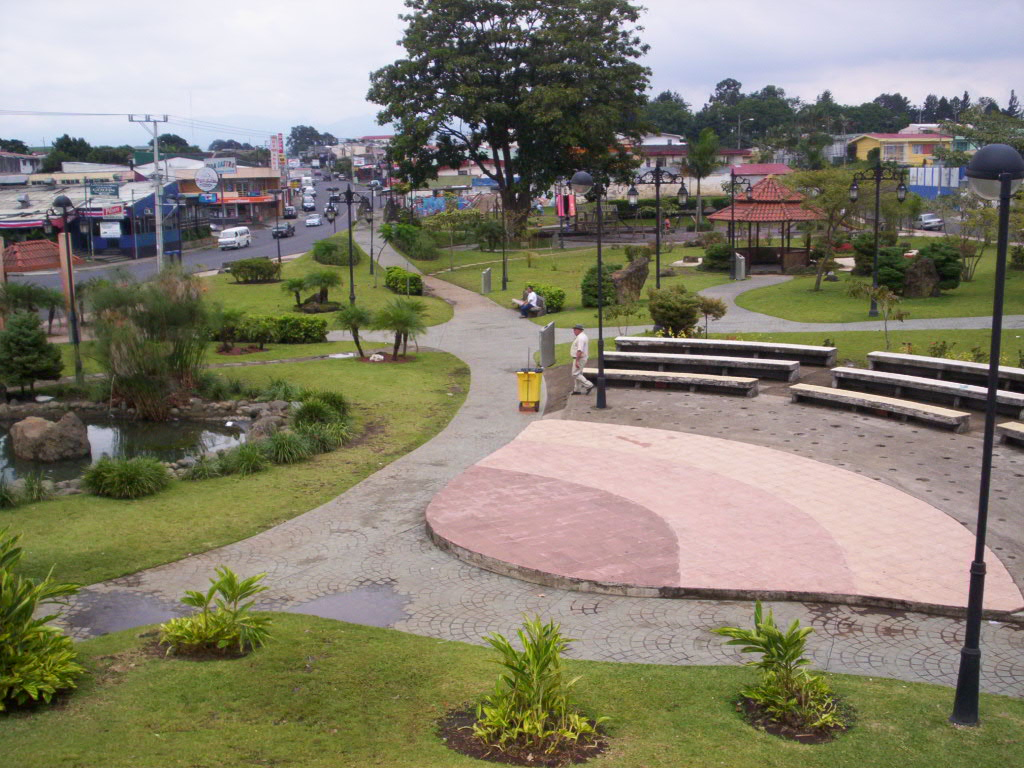
Vista hacia el norte del parque.

Dado que su gestación se debe a los lazos de Okayama con la capital costarricense, el parque fue diseñado basándose en los principios del Feng Shui, y el parque de dicha ciudad nipona.
El norte del parque se reservó para una cancha de fútbol de tierra, con porterías y dimensiones pensadas especialmente para que los niños jueguen ahí. El muro que separa el parque con el pequeño grupo de casas que se ubican en el costado norte del cuadrante donde se asienta el parque (el parque ocupa el 90% de la cuadra) fue destinado al arte urbano, específicamente al grafiti, lo cual constituye una iniciativa pionera en este campo, pues tal manifestación urbana siempre se ha considerado como un acto contracultural.
Luego existe un área de juegos infantiles, incluyendo columpios, sube-y-bajas, pasamanos y otros, que fueron hechos en su mayoría de madera curada. Con esto se evita que se calienten durante el día (tan común en los juegos de metal), y se evita lesiones en los niños (como cortaduras o golpes).
Posteriormente se ubica un puente-túnel, un jardín de piedras blancas, y un kiosco de madera y bambú. A continuación está el estanque y el anfiteatro, que tiene una capacidad para unas 100 personas sentadas.
Finalmente, se halla una pequeña colina, donde hay fuentes y desde donde se origina la cascada que desemboca en el estanque. También es en el montículo donde se ubica la estatua de Momotarō. Detrás de este montículo, está una explanada verde, que sirve de acceso sur al parque.

## Uso
Es muy visitado los fines de semana, las noches de casi cualquier día que no llueva (cuenta con iluminación total), y en la estación seca a toda hora, por las vacaciones de los estudiantes. A pesar de que en general no es muy aceptado tomar licor en áreas públicas, este es uno de los puntos de Costa Rica donde eso es permitido (no por ley, sino por aceptación social), similar a la Calle de la Amargura, las fiestas de Zapote y otros. Nunca se han registrado incidentes provocados por esta situación. También sirve el parque como zona de taxis, y a su alrededor, el comercio ha crecido y nuevos negocios han abierto.
La peculiaridad del lugar ha sido también aprovechada en diversas ocasiones para filmar anuncios comerciales. Adicionalmente, en el parque se realizan actividades tanto religiosas como conciertos.

## Curiosidades

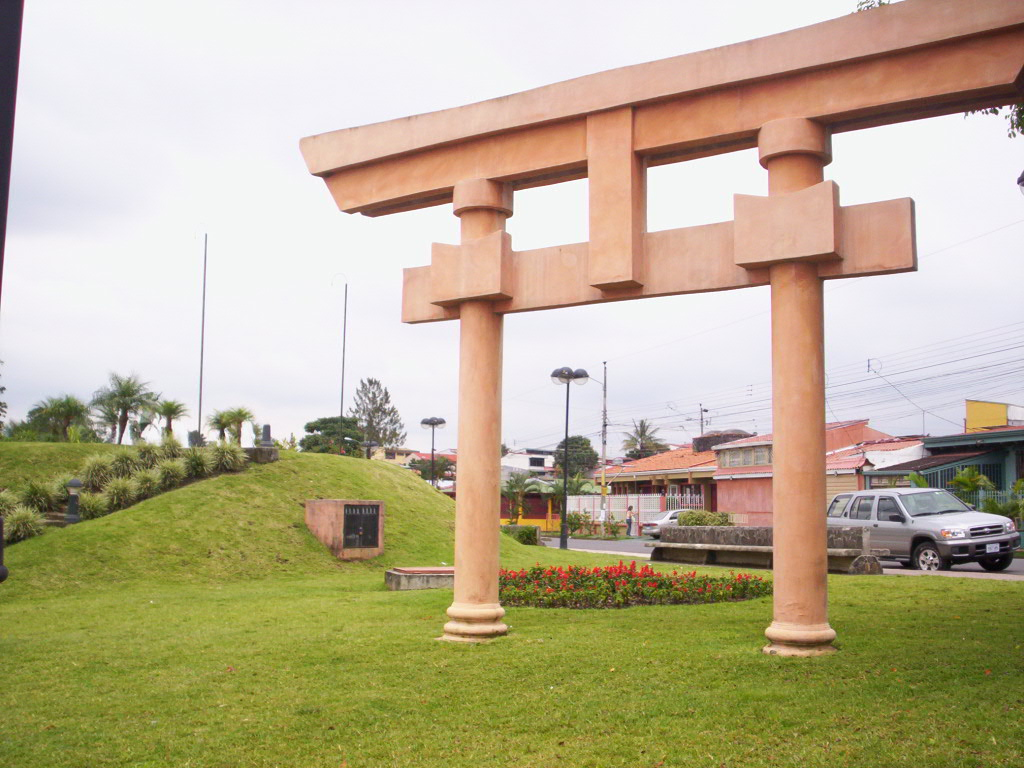
Acceso sur al parque.

- Mucha gente también le llama "parque chino", por la errónea costumbre de igualar la tradición china con la japonesa, coreana, vietnamita, y similares. Además, aledaño al Parque Morazán existió un Parque Chino con puente curvo, estanque y patos.

- Es muy visitado sobre todo por la noche. Esto se debe a que a estas horas ya todos los miembros de las familias están juntos, o se dispone de más tiempo para actividades de esparcimiento. Sin embargo, en las vacaciones de los estudiantes, y en verano, es concurrido a toda hora.